# دنیل سالناو
دنیل سالناو (فرانسوی: Danièle Sallenave‎; ۲۸ اکتبر ۱۹۴۰ –) نویسنده و روزنامه‌نگار اهل فرانسه بود.
در آوریل ۲۰۱۱ او به عنوان عضو فرهنگستان فرانسه انتخاب شد.
وی همچنین برندهٔ جوایزی همچون جایزه رنودو و لژیون دونور (افسر) شده‌است.

## کتاب‌ها
- Un printemps froid: récits, P.O.L. , 1983, شابک ‎۹۷۸−۲−۸۶۷۴۴−۰۰۹−۰
- Phantom life, Pantheon Books, 1989, شابک ‎۹۷۸−۰−۳۹۴−۵۶۴۵۳−۱
- À quoi sert la littérature ?, Editions Textuel, 1997, شابک ‎۹۷۸۲۹۰۹۳۱۷۳۵۹
- L'Amazone du grand Dieu, Bayard, 1997, شابک ‎۹۷۸−۲−۲۲۷−۴۳۸۰۶−۴
- Castor de guerre, Gallimard, 2008, شابک ‎۹۷۸−۲−۰۷−۰۷۸۱۴۶−۱